# Зимові юнацькі Олімпійські ігри 2016
Зимові юнацькі Олімпійські ігри 2016, офіційно відомі як II зимові юнацькі Олімпійські ігри (англ. II Winter Youth Olympic Games) — міжнародні змагання для молодих спортсменів у віці від 14 до 18 років, що пройшли в Ліллегаммері, Норвегія з 12 по 21 лютого 2016 року.
В іграх взяли участь 1067 спортсменів з 71 країни.

## Вибори місця проведення
Про свої наміри подати заявку на проведення ІІ зимової юнацької Олімпіади говорили Софія, Люцерн, Лейк-Плесід, Сарагоса. Однак єдиним містом, яке подало офіційну заявку став Ліллегаммер. 7 грудня 2011 року було офіційно оголошено про проведення Ігор в цьому норвезькому місті.
Ліллегаммер став другим в історії містом після австрійського Інсбрука, котре приймало як зимові Олімпійські ігри, так і зимові юнацькі Олімпійські ігри.

## Місця проведення змагань

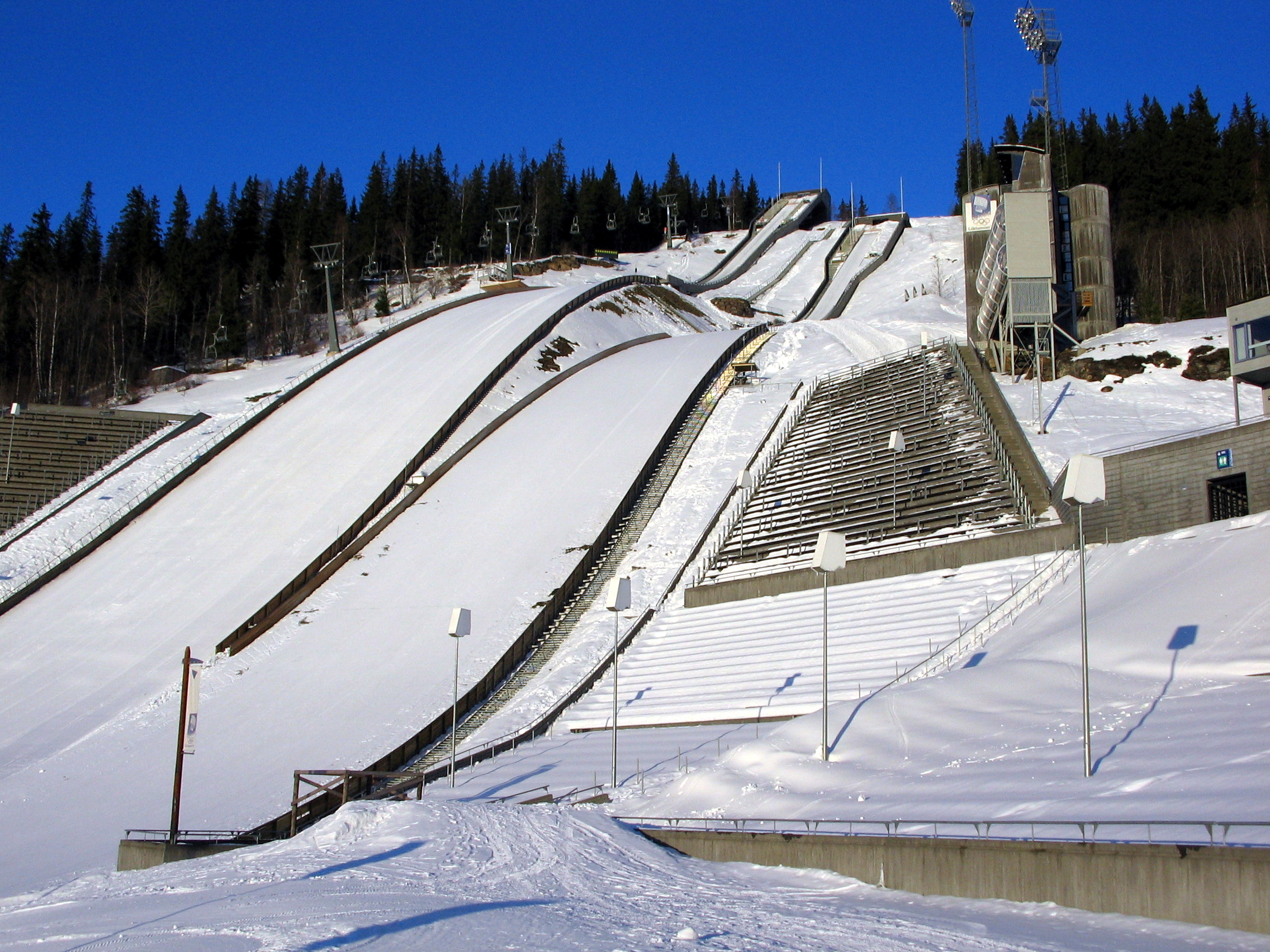
Лижний трамплін в Ліллегаммері

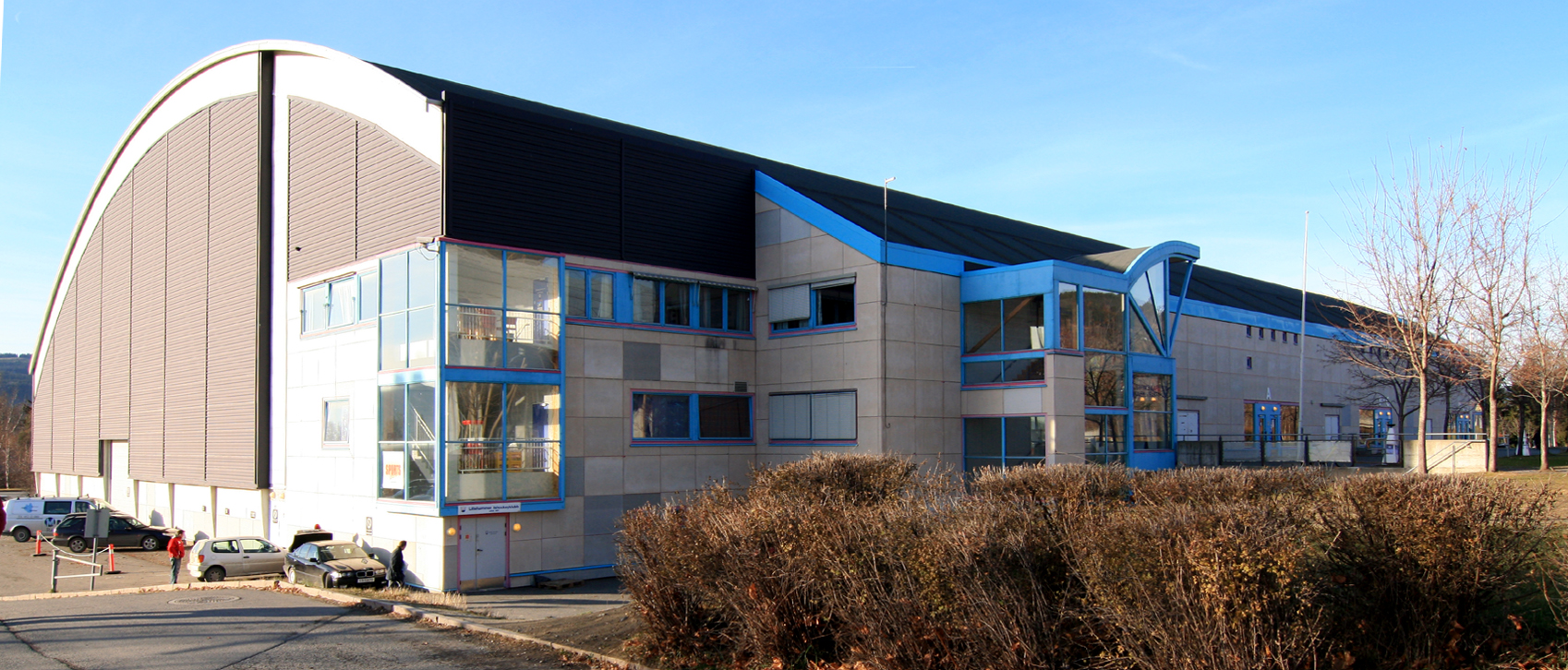
Kristins Hall

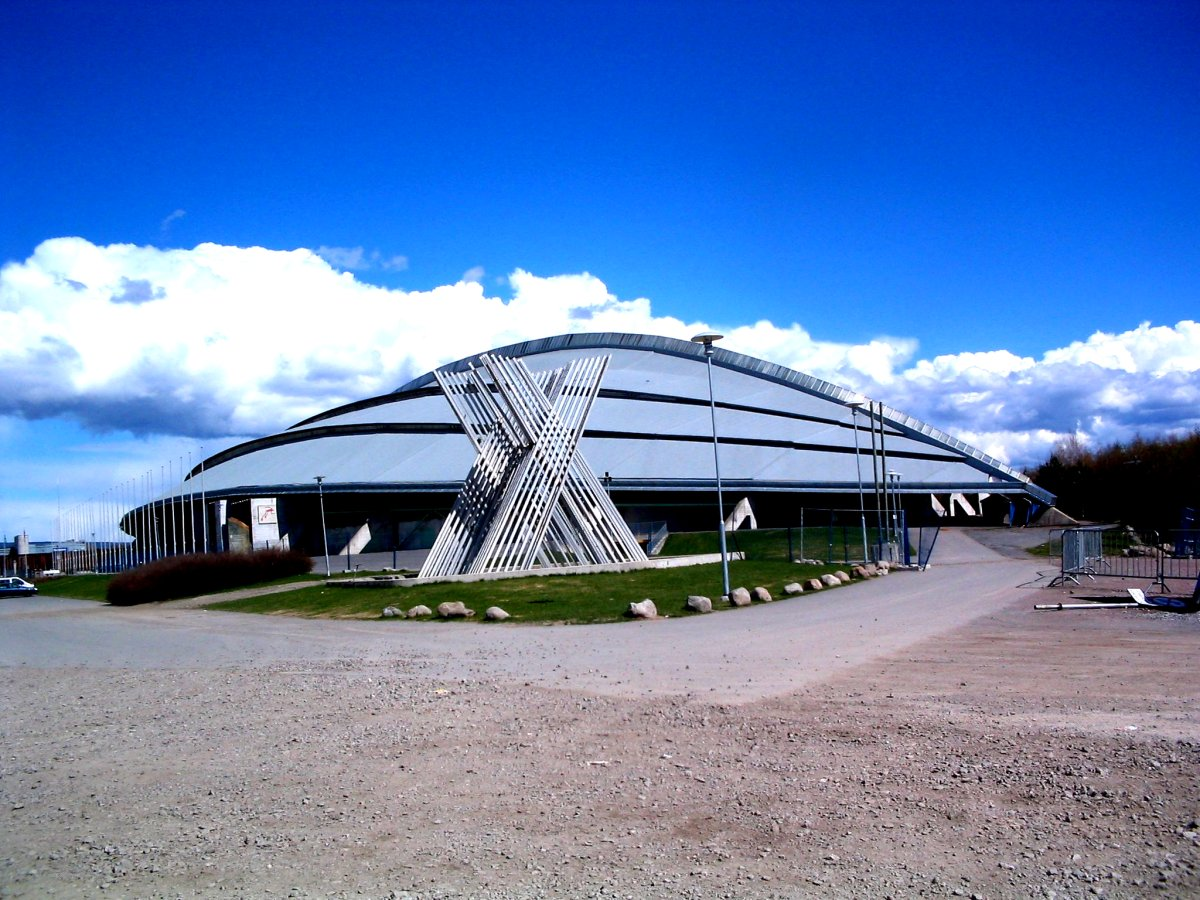
Vikingskipet

Основною базою для проведення юнацьких змагань стали об'єкти зимових Олімпійських ігор 1994. Загалом змагання будуть проходити в Ліллегаммері, Ійовіку, Ейєрі, Гамарі та Осло.
| Об'єкт                             | Вид спорту                                | Розташування | Кількість глядачів |
| ---------------------------------- | ----------------------------------------- | ------------ | ------------------ |
| Hafjell Freepark                   | сноубординг, фристайл                     | Ейєр         |                    |
| Hafjell Olympic Slope              | гірськолижний спорт                       | Ейєр         |                    |
| Gjøvik Olympic Cavern Hall         | шорт-трек                                 | Євік         |                    |
| Lysgårdsbakkene Ski Jumping Arena  | стрибки з трампліна, лижне двоборство     | Ліллегаммер  |                    |
| Oslo Vinterpark Halfpipe           | сноубординг, фристайл                     | Осло         |                    |
| Kristins Hall and Youth Hall       | хокей                                     | Ліллегаммер  |                    |
| Curling Hall                       | керлінг                                   | Ліллегаммер  |                    |
| Lillehammer Olympic Sliding Centre | бобслей, скелетон, санний спорт           | Ліллегаммер  |                    |
| Birkebeineren Ski Stadium          | біатлон, лижні перегони, лижне двоборство | Ліллегаммер  |                    |
| Hamar Olympic Amphitheatre         | фігурне катання                           | Гамар        |                    |
| Hamar Olympic Hall Viking Ship     | ковзанярський спорт                       | Гамар        |                    |

## Види спорту та розклад змагань

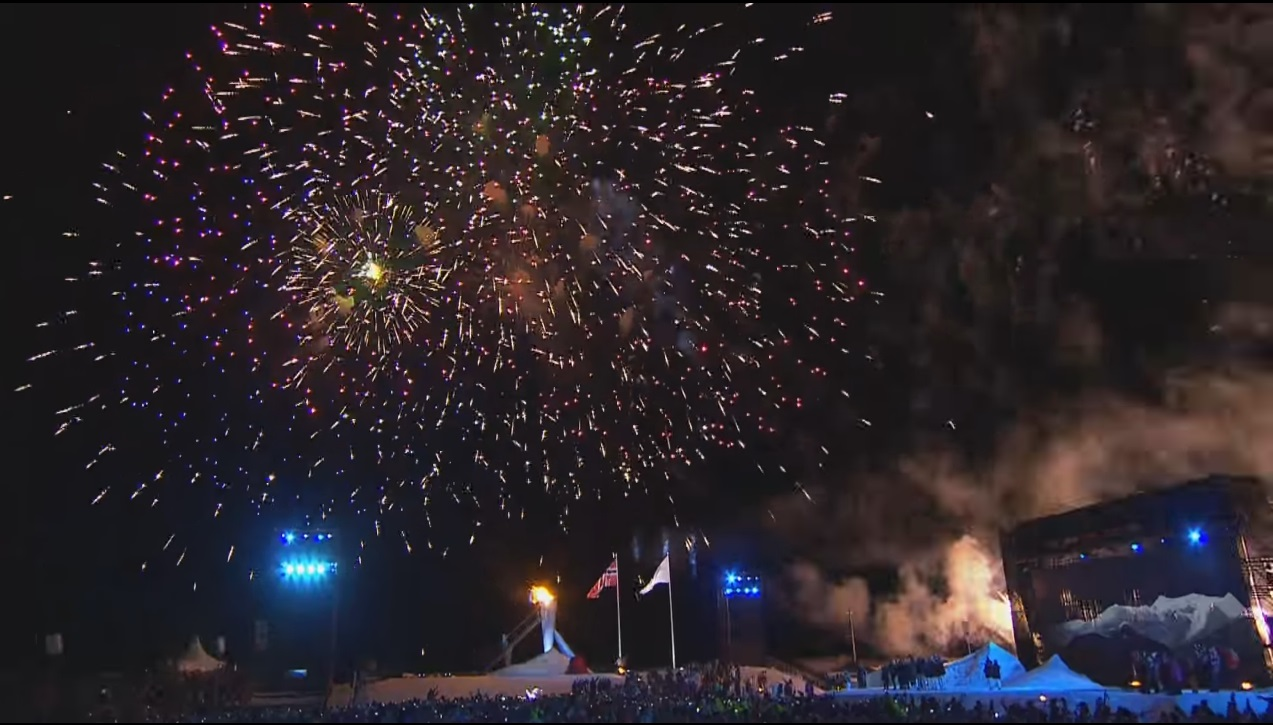
Церемонія відкриття ІІ зимових юнацьких Олімпійських ігор. 12 лютого

| ЦВ | Церемонія відкриття | ● | Кваліфікації змагань | 1 | Фінали змагань | ПВ | Показові виступи | ЦЗ | Церемонія закриття |

| Лютий                     | 12 Пт | 13 Сб | 14 Нд | 15 Пн | 16 Вт | 17 Ср | 18 Чт | 19 Пт | 20 Сб | 21 Нд | Комплекти медалей |
| ------------------------- | ----- | ----- | ----- | ----- | ----- | ----- | ----- | ----- | ----- | ----- | ----------------- |
| Церемонії                 | ЦВ    |       |       |       |       |       |       |       |       | ЦЗ    |                   |
| Гірськолижний спорт       |       | 2     | 2     |       | 1     | 1     | 1     | 1     | 1     |       | 9                 |
| Біатлон                   |       |       | 2     | 2     |       | 1     |       |       |       | 1     | 6                 |
| Бобслей                   |       |       |       |       |       |       |       |       | 2     |       | 2                 |
| Лижні перегони            |       | 2     |       |       | 2     |       | 2     |       | 1     |       | 7                 |
| Керлінг                   | ●     | ●     | ●     | ●     | ●     | 1     |       | ●     | ●     | 1     | 2                 |
| Фігурне катання           |       | ●     | ●     | 2     | 2     |       |       |       | 1     |       | 5                 |
| Фристайл                  |       |       | 2     | 2     |       |       |       | 1     | 1     |       | 6                 |
| Хокей                     | ●     | ●     | ●     | ●     | 1     |       | 1     | ●     | ●     | 2     | 4                 |
| Санний спорт              |       |       | 1     | 2     | 1     |       |       |       |       |       | 4                 |
| Лижне двоборство          |       |       |       |       | 1     |       |       |       |       |       | 1                 |
| Шорт-трек                 |       |       | 2     |       | 2     |       |       |       | 1     |       | 5                 |
| Скелетон                  |       |       |       |       |       |       |       | 2     |       |       | 2                 |
| Стрибки з трампліна       |       |       |       |       | 2     |       | 1     |       |       |       | 3                 |
| Сноубординг               |       |       | 2     | 2     | 1     |       |       | 1     | 1     |       | 7                 |
| Ковзанярський спорт       |       | 2     |       | 2     |       | 1     |       | 2     |       |       | 7                 |
| Комплекти медалей за день |       | 6     | 11    | 12    | 13    | 4     | 5     | 7     | 8     | 4     | 70                |
| Всього комплектів медалей |       | 6     | 17    | 29    | 42    | 46    | 51    | 58    | 66    | 70    |                   |

## Медальний залік
Топ-10 неофіційного національного медального заліку станом на 21 лютого 2016 року (70 з 70 комплектів нагород):
| Місце | Країна          | Золото | Срібло | Бронза | Загалом |
| ----- | --------------- | ------ | ------ | ------ | ------- |
| 1     | США             | 10     | 6      | 0      | 16      |
| 2     | Південна Корея  | 10     | 3      | 3      | 16      |
| 3     | Росія           | 7      | 8      | 9      | 24      |
| 4     | Німеччина       | 7      | 7      | 7      | 21      |
| 5     | Норвегія        | 4      | 9      | 6      | 19      |
| 6     | Змішана команда | 4      | 4      | 5      | 13      |
| 7     | Швейцарія       | 4      | 3      | 4      | 11      |
| 8     | КНР             | 3      | 5      | 2      | 10      |
| 9     | Канада          | 3      | 2      | 1      | 6       |
| 10    | Швеція          | 3      | 2      | 0      | 5       |

## Україна на II зимових юнацьких Олімпійських іграх
15 лютого українська біатлоністка Христина Дмитренко виграла гонку переслідування й здобула першу для України золоту медаль зимових юнацьких Олімпійських ігор.
16 лютого у в командних змаганнях зі сноубордкросу змішана четвірка з українкою Дариною Кириченко у складі завоювала бронзові медалі.
20 лютого в командних змаганнях з фігурного катання Іван Шмуратко у складі змішаної команди Future завоював срібну медаль.